# Reevesville
Reevesville és una població dels Estats Units a l'estat de Carolina del Sud. Segons el cens del 2000 tenia 207 habitants.

## Demografia
Segons el cens del 2000, Reevesville tenia 207 habitants, 90 habitatges i 62 famílies. La densitat de població era de 50 habitants/km².
Dels 90 habitatges en un 24,4% hi vivien nens de menys de 18 anys, en un 52,2% hi vivien parelles casades, en un 14,4% dones solteres, i en un 31,1% no eren unitats familiars. En el 28,9% dels habitatges hi vivien persones soles el 17,8% de les quals corresponia a persones de 65 anys o més que vivien soles. El nombre mitjà de persones vivint en cada habitatge era de 2,3 i el nombre mitjà de persones que vivien en cada família era de 2,82.
Per edats la població es repartia de la següent manera: un 19,3% tenia menys de 18 anys, un 5,8% entre 18 i 24, un 24,2% entre 25 i 44, un 31,4% de 45 a 60 i un 19,3% 65 anys o més.
L'edat mediana era de 46 anys. Per cada 100 dones de 18 o més anys hi havia 74 homes.
La renda mediana per habitatge era de 26.667 $ i la renda mediana per família de 38.750 $. Els homes tenien una renda mediana de 31.875 $ mentre que les dones 30.357 $. La renda per capita de la població era de 17.555 $. Entorn del 8,8% de les famílies i el 14% de la població estaven per davall del llindar de pobresa.

## Poblacions més properes
El següent diagrama mostra les poblacions més properes.